# Équipe du Costa Rica de football
Cet article traite de l'équipe masculine. Pour l'équipe féminine, voir Équipe du Costa Rica féminine de football.
Maillots
L'équipe du Costa Rica de football est constituée par une sélection des meilleurs joueurs costariciens représentant leur pays en football masculin. Elle est sous l'égide de la Fédération costaricienne de football (Federación Costarricense de Fútbol).
La « Sele » (diminutif de Selección), comme elle est surnommée, participe à cinq phases finales de Coupe du monde. Auteur d'un parcours surprenant à la Coupe du monde 1990, où elle atteint le 2e tour de la compétition sous le commandement de l'entraîneur serbe Bora Milutinović, elle ne peut franchir le 1er tour lors de ses deux présentations suivantes en 2002 et 2006. Les Ticos surprennent à nouveau en 2014 au Brésil : sortis premiers d'un groupe comprenant également trois anciens champions du monde (Uruguay, Italie et Angleterre), ils battent la Grèce en huitième de finale et atteignent pour la première fois un quart de finale de Mondial, instance où ils sont éliminés par les Pays-Bas après la séance de tirs au but. Les Ticos une nouvelle fois qualifés pour la Coupe du monde 2018 en Russie, ne se qualifient pas pour le second tour.
La meilleure performance du Costa Rica en Gold Cup est une place de finaliste en 2002 même s'il avait auparavant remporté trois éditions de la Coupe des nations de la CONCACAF – ancêtre de la Gold Cup – en 1963, 1969 et 1989 ainsi que sept éditions de la Coupe CCCF (voir section résultats). Il gagne à huit reprises la Coupe UNCAF des nations ce qui fait du Costa Rica le pays le plus titré d'Amérique centrale. Il est invité à participer à cinq éditions de la Copa América, atteignant les quarts de finale en 2001 et 2004.
L'équipe du Costa Rica joue généralement ses rencontres à domicile au stade national de la capitale San José. Elle a atteint son meilleur classement FIFA en février 2015 (13e rang mondial et 1er de sa confédération).

## Histoire

### Les débuts (années 1920–années 1980)
La fédération nationale du Costa Rica est fondée le 13 juin 1921, elle est affiliée à la FIFA depuis 1927 et est membre de la CONCACAF depuis 1962. Le premier match des Ticos, surnom des joueurs costariciens, se tient dans le cadre des Jeux du centenaire de l'indépendance de l'Amérique centrale le 14 septembre 1921 contre le Salvador et se solde par une victoire sept buts à zéro, le premier buteur de l'histoire de la Sele étant Joaquín Manuel Gutiérrez (es). En finale, le Costa Rica bat l'hôte guatémaltèque par six buts à zéro et remporte le trophée.
Dans les années 1930, le Costa Rica se classe deuxième à trois reprises des Jeux d'Amérique centrale et des Caraïbes en 1930, 1935 et 1938. Dans les années 1940, les Ticos soulèvent trois fois la Coupe CCCF (ancêtre de la Gold Cup) en 1941, 1946 et 1948, et acquièrent le surnom de Los Chaparritos de Oro en français : « Les enfants en or ». Au cours de la cinquième édition des Jeux d'Amérique centrale et des Caraïbes, ils signent la plus large victoire de l'histoire de l'équipe contre Porto Rico le 10 décembre 1946, sur le score de douze buts à zéro.
Pendant les années 1950 et 1960, le Costa Rica est la deuxième équipe la plus forte dans la région derrière le Mexique, terminant juste derrière El Tri lors des éliminatoires de la Coupe du monde 1958, 1962 et 1966. Durant cette période, le Costa Rica est tout de même sacré quatre fois champion de la Coupe d'Amérique centrale et des Caraïbes (CCCF) en 1953, 1955, 1960 et 1961, et deux fois champion de la CONCACAF en 1963, et 1969. En 1956, le Costa Rica prend part à la deuxième édition du championnat panaméricain où après une victoire sur le Chili (2–1) avec des buts de Rodolfo Herrera et Jorge Hernán Monge (es), il chute lourdement la semaine suivante à Mexico face au Brésil (1–7), où Larry Pinto de Faria et Chinesinho réalisent chacun un triplé, et se classe troisième de la compétition. Quatre ans plus tard, le Costa Rica accueille l'édition suivante et après un départ en fanfare la première semaine avec deux nuls contre l'Argentine (0-0) et le Mexique (1-1) et une éclatante victoire sur le Brésil (3–0, buts de Guillermo Valenciano, Edgar Quesada (es) et Rigoberto Rojas), il s'incline face à ces trois mêmes adversaires et finit quatrième et dernier.
Cependant, dans les années 1970 et la première moitié des années 1980, l'équipe du Costa Rica passe inaperçue en étant absente de la phase finale de qualification pour la Coupe du monde. Seule une participation de la sélection olympique aux Jeux olympiques de Los Angeles en 1984 est à noter, où elle sauve l'honneur dans un match sans enjeu en battant l'Italie un but à zéro (but d'Enrique Rivers (en)).

### Une puissance montante de l'Amérique centrale (1989–2005)

#### La qualification pour la Coupe du monde 1990
Profitant du bannissement du Mexique par la FIFA du tour de qualification de la Coupe du monde 1990 et de toute compétition internationale pour une période de deux ans pour avoir aligné des joueurs qui ont dépassé la limite d'âge autorisée au tour de qualification pour la Coupe du monde des moins de 20 ans 1989, le Costa Rica remporte la Coupe des nations de la CONCACAF 1989. Pourtant, il souffre dès le tour préliminaire en concédant un match nul un but partout au stade Alejandro Morera Soto d'Alajuela avant de s'imposer deux buts à zéro au Panama grâce à des réalisations de Juan Cayasso et de Hernán Medford. Le Costa Rica commence la phase de groupes avec une défaite au Guatemala par un but à zéro. Deux semaines plus tard, il prend sa revanche sur le score de deux buts à un, buts signés Róger Flores et Evaristo Coronado (en). Ensuite, le Costa Rica bat les États-Unis à San José sur le plus petit des scores grâce à Gilberto Rodden avant de perdre sur la même marque à Saint-Louis. Dans la foulée, il tient en échec Trinité-et-Tobago (1–1, but de Coronado) avant de l'emporter sur les Trinidadiens à San José sur un but de Cayasso. Une première victoire décisive à l'extérieur au Salvador (4–2, buts de Carlos Mario Hidalgo (es), Cayasso et un doublé de Leonidas Flores), puis une autre à domicile sur les Salvadoriens par un but à zéro (but de Pastor Fernández), lui ouvrent les portes de la phase finale de la Coupe du monde 1990. Le Costa Rica termine premier avec onze points en huit matchs tout comme les États-Unis, devancés à la différence de buts.

#### Une première réussie auMondiale 90
L'année 1990 marque un tournant dans l'histoire footballistique du pays, avec la première qualification pour une phase finale de Coupe du monde. Au cours du mondial italien, les hommes de Bora Milutinović créent la sensation en dominant l'Écosse (1–0) grâce à un but de Cayasso après une longue action collective ponctuée par une passe décisive du talon de Claudio Jara, et la Suède (2–1, buts de Flores et Medford) en matchs de poule, ne s'inclinant que de justesse face au Brésil (0–1). Révélations de cette édition avec les « Lions indomptables » de Roger Milla, ils se qualifient ainsi pour les huitièmes de finale, mais chutent lourdement face à la Tchécoslovaquie (1–4, but de Rónald González).
Décisif à deux reprises en face à face devant Mo Johnston contre l'Écosse, battu sur un tir dévié de Müller avant de réaliser de grandes parades contre le Brésil et auteur d'un grand match contre la Suède, le gardien de but costaricien Luis Gabelo Conejo est élu meilleur gardien de la compétition et est l'unique Costaricien présent dans la liste du magazine France Football des « cent héros de la Coupe du monde » publiée en 1994.

#### La confirmation (1991–2002)
En remportant la première édition de la Coupe UNCAF en 1991, le Costa Rica se qualifie pour la Gold Cup 1991 aux États-Unis où il réussit à passer le premier tour malgré deux défaites en trois matchs et à atteindre les demi-finales, perdant face au Honduras puis contre le Mexique en match de classement sur le même score (0–2). Deuxièmes de la Coupe UNCAF des nations 1993, les Ticos prennent part à la Gold Cup 1993 où ils chutent à nouveau en demi-finale contre les États-Unis (0–1, but en or de Cle Kooiman).
Dans les éliminatoires de la Coupe du monde 1994, les Ticos écartent les Panaméens au premier tour avant que deux défaites contre le Honduras ne les éliminent au deuxième tour. Ils échouent à se qualifier pour la Gold Cup 1996 mais remportent les éditions 1997 et 1999 de la Coupe UNCAF, ce qui leur permet d'accéder aux Gold Cup 1998 et 2000 où ils sont sortis respectivement au premier tour et en quarts de finale,. En éliminatoires de la Coupe du monde 1998, le Costa Rica passe aisément le premier tour en compagnie des États-Unis avant de terminer quatrième du tour final, deux points derrière la Jamaïque qui se qualifie pour la première phase finale de son histoire. Les Costariciens sont pourtant les seuls à battre les États-Unis (3–2) et restent invaincus contre le Mexique (0–0 puis 3–3), mais ils sont trop irréguliers en concédant notamment des défaites au Salvador (1–2) et au Canada (0–1). Les progrès des Costariciens sont reconnus par les organisateurs de la Copa América qui les invitent à participer à la compétition en 1997, 2001, 2004 et 2011, avec à la clé un quart de finale en 2001 ainsi qu'en 2004. En 2001, ils se paient le luxe de finir premiers de leur groupe devant le Honduras et l'Uruguay en ayant écrasé la Bolivie par quatre buts à zéro. Avec cinq réalisations, Paulo Wanchope figure à la deuxième position du classement des buteurs, une unité derrière le Colombien Víctor Aristizábal.
Sous les ordres de Gilson Nunes Sequeira puis d'Alexandre Guimarães pour les éliminatoires de la Coupe du monde 2002, le Costa Rica entre en piste directement au pénultième tour de qualification où une défaite en ouverture à la Barbade (1–2) lui complique fortement la tâche. Il se reprend en étant invaincu contre les États-Unis (2–1 puis 0–0) qui finissent premiers, mais termine à égalité parfaite au niveau des buts marqués et encaissés ainsi que des confrontations directes avec le Guatemala. Un match de barrage sur terrain neutre est donc joué pour déterminer l'équipe pouvant accéder au tour final. À Miami, les Ticos disposent des Chapines par cinq buts à deux, avec des buts costariciens signés Paulo Wanchope, Reynaldo Parks, Jafet Soto et un doublé de Rolando Fonseca. Après des débuts délicats au tour final, le Costa Rica signe le 16 juin 2001 la première victoire de son histoire au stade Azteca (2–1) grâce à des buts de Rolando Fonseca et Hernán Medford. Ce match historique est connu comme l'aztecazo,. Le Costa Rica enchaîne ensuite quatre victoires consécutives et termine premier au classement avec vingt-trois points, soit le total le plus élevé depuis l'adoption de cette formule.
Facilement qualifiée pour le mondial asiatique, la Sele se place parmi les favoris de la Gold Cup 2002 aux États-Unis. Après un premier tour passé sans encombre, elle bat Haïti (2–1) sur un but en or de Rónald Gómez puis écarte la Corée du Sud (3–1) en demi-finale grâce à un nouveau but de Gómez et un doublé de Wanchope. À Pasadena, les Costariciens s'inclinent en finale face aux hôtes américains (0–2).

#### La deuxième Coupe du monde en 2002
Le Costa Rica participe pour la deuxième fois à la Coupe du monde en 2002 et fait à nouveau bonne figure en battant la Chine (2–0, buts de Rónald Gómez et Mauricio Wright) et en accrochant la Turquie, future troisième de la compétition (1–1, égalisation signée Winston Parks). Il ne peut se qualifier pour le deuxième tour à la suite de sa défaite (2–5) face au Brésil, la Turquie bénéficiant d'une meilleure différence de buts alors que Turcs et Costariciens ont quatre points chacun. Le match face au Brésil est l'un des plus spectaculaires de cette édition. Rapidement menés 0–3 après deux buts de renard des surfaces de Ronaldo et une reprise de volée acrobatique d'Edmílson, les Ticos marquent un but avant la mi-temps par Paulo Wanchope après un superbe une-deux avec Mauricio Wright. Au retour des vestiaires, ils reviennent à un but des Brésiliens grâce à un somptueux mouvement collectif conclu par une tête plongeante de Rónald Gómez. Mais à l'heure de jeu, deux buts coup sur coup de Rivaldo et Júnior douchent les derniers espoirs costariciens de qualification.

#### De nouvelles victoires régionales et une qualification laborieuse pour le mondial 2006
Dans la foulée du mondial asiatique, les Ticos remportent la Coupe UNCAF des nations 2003 au Panama en étant invaincus en cinq matchs et en signant quatre victoires sur le plus petit des scores. Ils valident donc leur billet pour la Gold Cup 2003, où après une première phase et un quart de finale victorieux à Foxboro aux États-Unis, ils s'envolent pour la capitale mexicaine afin d'affronter le Mexique en demi-finale. Deux buts encaissés dans la première demi-heure leur sont fatals, avant d'être battus par le second pays hôte en match de classement (2–3).
Le Costa Rica commence de façon chaotique les éliminatoires de la Coupe du monde 2006 en ne passant le tour préliminaire aux dépens de Cuba qu'à la règle des buts marqués à l'extérieur (2–2 et 1–1), ce qui coûte sa place au sélectionneur américain Steve Sampson, puis en perdant ses deux premiers matchs du tour suivant à domicile face au Honduras (2–5) et à Guatemala (1–2). Il réussit ensuite trois victoires consécutives et s'assure finalement la première place du groupe en ramenant un point de son déplacement à San Pedro Sula (0–0). Au tour final, les Ticos débutent par une défaite à domicile face au Mexique (1–2, but de Wanchope), avant de battre le Panama au stade Ricardo Saprissa (2–1, buts de Wayne Wilson et Roy Myrie). Un décevant match nul et vierge à Port-d'Espagne mène le sélectionneur colombien Jorge Luis Pinto à présenter sa démission et aboutit au retour d'Alexandre Guimarães, dont la deuxième ère au poste commence par une sévère défaite aux États-Unis (0–3). La Sele bat ensuite le Guatemala à San José (3–2, buts de Carlos Hernández, Rónald Gómez et Paulo Wanchope). Battue à l'Azteca de Mexico (0–2), elle l'emporte à Panama (3–1, buts d'Álvaro Saborío, Rónald Gómez et Walter Centeno). Elle remporte ensuite deux succès cruciaux devant Trinité-et-Tobago (2–0, buts de Saborío et Centeno) et les États-Unis (3–0, but de Wanchope et un doublé de Carlos Hernández) à San José. Déjà qualifiée, elle perd son dernier match au Guatemala (1–3, but de Roy Myrie) et se classe troisième, derrière les États-Unis et le Mexique.
En plein milieu des éliminatoires, le Costa Rica dispute la Gold Cup à l'été 2005. La qualification en poche après deux victoires sur le Canada (1–0) et Cuba (3–1), il partage les points avec les hôtes américains (0–0). Las, il perd en quart de finale contre son « meilleur ennemi » hondurien (2–3) tandis que les Américains soulèvent le trophée pour la troisième fois.
Afin de préparer la prochaine échéance mondiale, l'équipe costaricienne dispute un match amical face à l'équipe de France le 9 novembre 2005. Au cours de ce match, joué à Fort-de-France au stade de Dillon en hommage aux victimes de la catastrophe aérienne survenue aux Antilles trois mois plus tôt, les Costariciens mènent à la mi-temps (2–0, buts de Saborío et de Rolando Fonseca) avant d'être rejoints au score puis battus par les Tricolores (2–3) et des buts de Nicolas Anelka, Djibril Cissé et Thierry Henry.

### Le déclin au niveau mondial (2006–2012)

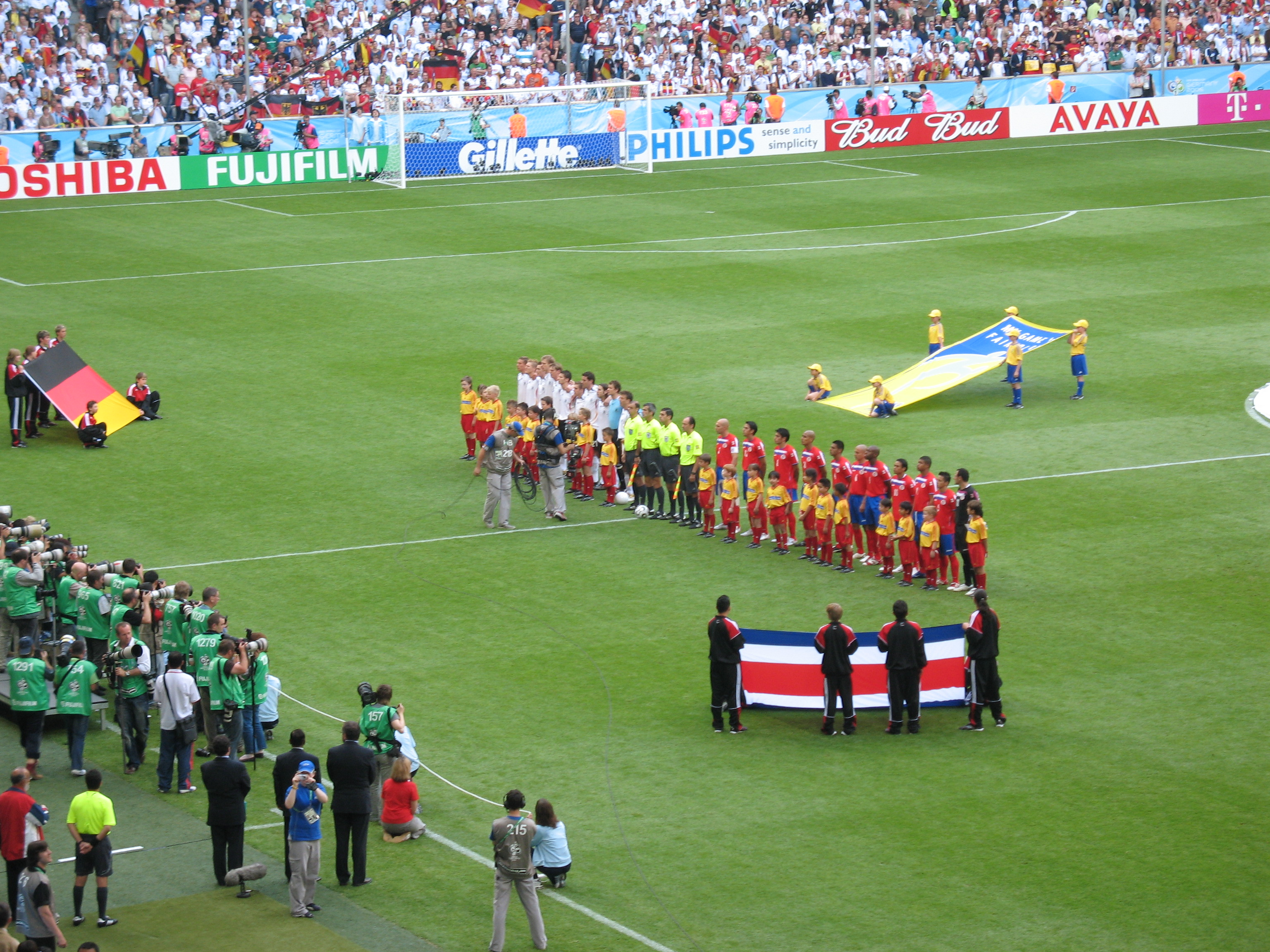
Allemagne – Costa Rica, match d'ouverture de la Coupe du monde 2006.

Inquiétant au cours des matchs de préparation avec notamment un cinglant revers en Ukraine (0–4), le Costa Rica se présente en Allemagne en ayant l'honneur d'ouvrir le bal de la Coupe du monde 2006 avec le pays hôte. Le 9 juin à Munich, après une première alerte sur une frappe lointaine de Torsten Frings, les Ticos encaissent un premier but par Philipp Lahm qui déborde côté gauche avant de repiquer dans l'axe pour trouver la lucarne opposée d'une frappe enroulée du pied droit. Ils répliquent quelques minutes plus tard par l'intermédiaire de Paulo Wanchope, lancé à la limite du hors-jeu, qui gagne son face-à-face avec Jens Lehmann. À peine le temps de savourer que les Allemands reprennent l'avantage par Miroslav Klose qui pousse un centre de Bastian Schweinsteiger au fond des filets. À l'heure de jeu, Klose s'offre un doublé en s'y prenant à deux fois pour tromper José Porras, avant que Wanchope ne l'imite peu après. À quelques minutes du terme, Frings tente un nouveau tir lointain qui cette fois-ci fait mouche et clôt la marque (2–4). Le 15 juin à Hambourg, l'Équateur ouvre le score par Carlos Tenorio, ne suscitant qu'une timide réaction costaricienne d'une tête non cadrée de Douglas Sequeira. En seconde mi-temps, l'Équateur se met à l'abri par sa vedette Agustín Delgado. Après un lob de Saborío sur la barre transversale du but équatorien, Iván Kaviedes marque un dernier but dans les arrêts de jeu (0–3). Déjà éliminés de la compétition, Costariciens et Polonais s'affrontent pour l'honneur le 20 juin à Hanovre. Si Rónald Gómez ouvre le score sur coup franc pour les Ticos, le défenseur central Bartosz Bosacki lui répond par deux fois sur corner (1–2).
Début 2007, le Costa Rica enchaîne avec la Coupe UNCAF au Salvador. Vainqueur du Honduras (3–1) puis battu par son voisin panaméen (0–1), il se qualifie néanmoins pour le dernier carré où il défait le pays hôte (2–0) avant de triompher dans la compétition pour la sixième fois en remportant la séance de tirs au but après un match nul avec le Panama (1–1). Ainsi qualifiée pour la Gold Cup 2007, l'équipe costaricienne fait pâle figure en parvenant difficilement à s'extirper d'un groupe assez faible avant de perdre en quart de finale contre le Mexique sur un but de Jared Borgetti durant la prolongation.

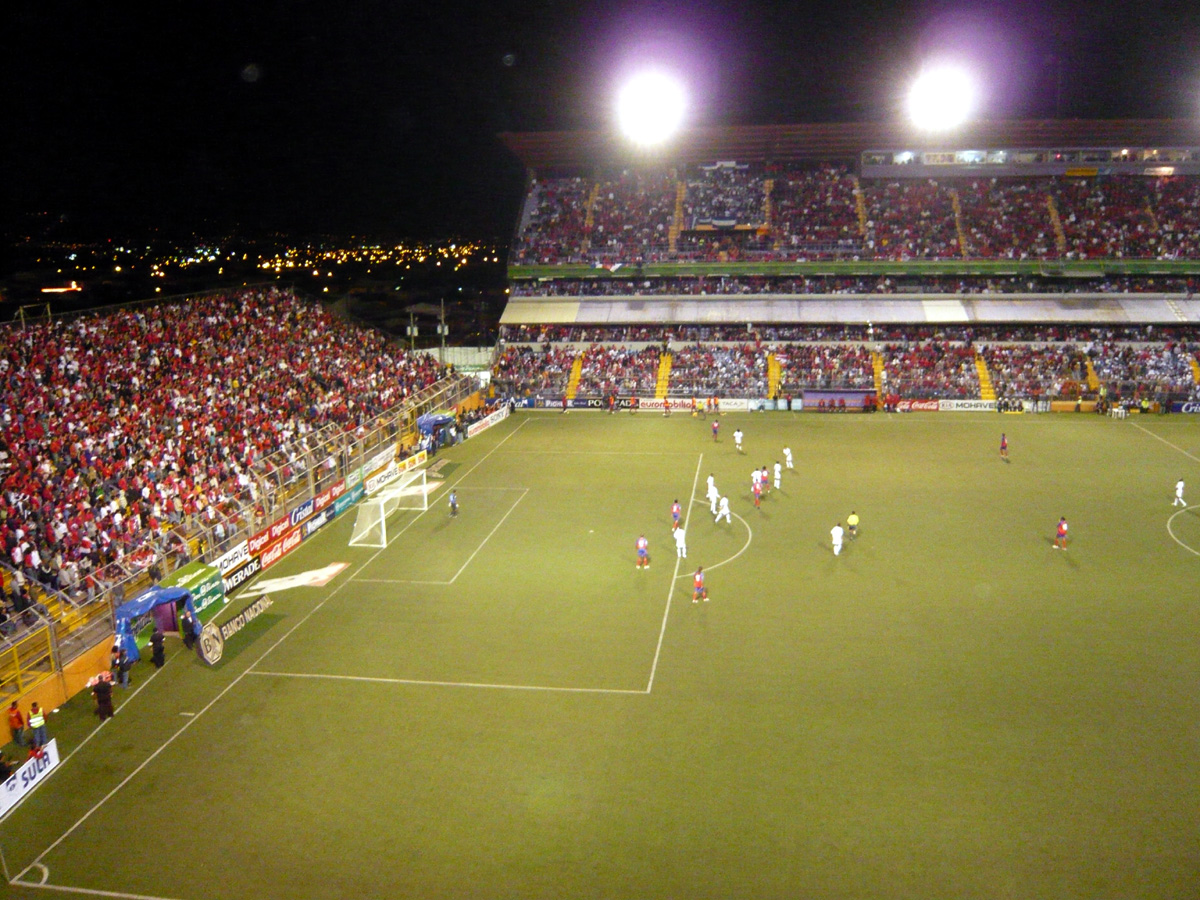
Costa Rica – Honduras, match éliminatoire de la Coupe du monde 2010.

Après une série de rencontres amicales, le Costa Rica se lance en juin 2008 dans les éliminatoires de la Coupe du monde 2010. Il écarte tout d'abord Grenade (2–2 puis 3–0) avant de remporter les six matchs de la troisième phase joués contre les sélections salvadorienne (1–0 et 3–1), haïtienne (3–1 et 2–0) et surinamaise (7–0 et 4–1). Au dernier tour de qualification de la zone CONCACAF et après un bon départ qui voit le Costa Rica récolter douze points sur quinze possibles lors des cinq premiers matchs, les Ticos s'effondrent en août et septembre 2009 pour enregistrer trois défaites consécutives au Honduras (0–4) à San Pedro Sula, contre le Mexique (0–3) à San José et surtout au Cuscatlán de San Salvador (0–1). Cette série conduit au départ de l'entraîneur Rodrigo Kenton, remplacé par René Simões. Deux journées restant à jouer dans les qualifications, le Costa Rica est obligé de gagner ses deux derniers matchs et espérer un faux pas du Honduras simultanément. Et en premier lieu les événements sont favorables aux Ticos car le Honduras perd contre les États-Unis (2–3), tandis qu'ils étrillent Trinité-et-Tobago (4–0), dépassant les Honduriens au classement. À la dernière journée, alors que le Honduras vient de s'imposer face au Salvador (1–0), les Ticos mènent à la mi-temps à Washington par deux buts à zéro. Les Américains reviennent au score en fin de match (2–2), envoyant les Honduriens en Afrique du Sud tandis que les Costariciens se classent quatrièmes à la différence de buts et doivent passer par un barrage face à l'Uruguay, cinquième de la qualification de la zone CONMEBOL. Dans la première manche à San José, ils perdent (0–1) d'un but du défenseur de la Celeste Diego Lugano. Au match retour joué au stade Centenario de Montevideo, Walter Centeno glisse le ballon au fond des filets après un cafouillage dans la surface uruguayenne quatre minutes après le but de Sebastián Abreu (1–1), résultat insuffisant pour atteindre la phase finale sud-africaine.
À la Coupe UNCAF des nations 2009, le Costa Rica remporte ses deux premiers matchs et termine en tête de son groupe au premier tour. En demi-finale contre le Salvador, après l'ouverture du score de l'attaquant costaricien Andy Furtado (en), le match est arrêté à la soixantième minute de jeu et le score entériné quand les Salvadoriens sont réduits à six joueurs après les expulsions d'Alexander Escobar et Eliseo Quintanilla en première mi-temps puis les blessures de Deris Umanzor, Rodolfo Zelaya et du gardien de but Juan José Gómez alors que les trois changements autorisés ont déjà été effectués. En finale, le Panama prend sa revanche de l'édition précédente et gagne son premier titre en sortant vainqueur aux tirs au but. Qualifiés pour la Gold Cup 2009 aux États-Unis, les Ticos passent le premier tour malgré une défaite initiale contre le Salvador (1–2). Ils écartent la Guadeloupe en quart de finale (5–1) puis tiennent tête aux Mexicains en demi-finale (1–1) avant d'être éliminés aux tirs au but. En novembre 2009, le Costa Rica demande au président de la fédération française de football un match amical contre la France. Ce match se tient le 26 mai 2010 au stade Félix-Bollaert et est remporté par les « Bleus » (1–2).
Après l'échec des éliminatoires de la Coupe du monde 2010, une réorganisation complète de l'équipe nationale est mise en œuvre, en visant un processus à long terme avec l'entraîneur argentin Ricardo La Volpe à partir du 24 août 2010, dans le but de se qualifier pour la Coupe du monde 2014 au Brésil, en prenant pour base une équipe rajeunie et dont la majorité des joueurs joue dans la région. Malgré des résultats intéressants tels que les places de finaliste de la Coupe UNCAF des nations 2011 et de quart de finaliste de la Gold Cup 2011 ou encore un match nul et vierge face à l'Argentine le 29 mars 2011 et une victoire (2–0) face à la Bolivie en Copa América 2011 avec la sélection des moins de 23 ans, son bilan à la tête de la sélection est décevant (dix-sept matchs, quatre victoires, huit nuls, cinq défaites). La défaite (0–2) et le faible niveau de jeu affiché contre l'Équateur en match amical le 10 août 2011 à San José, couplés aux difficultés d'acclimatation de La Volpe, le poussent à présenter sa démission le 12 août 2011.

### Le renouveau desTicos(2013-)

#### Un Mondial 2014 historique

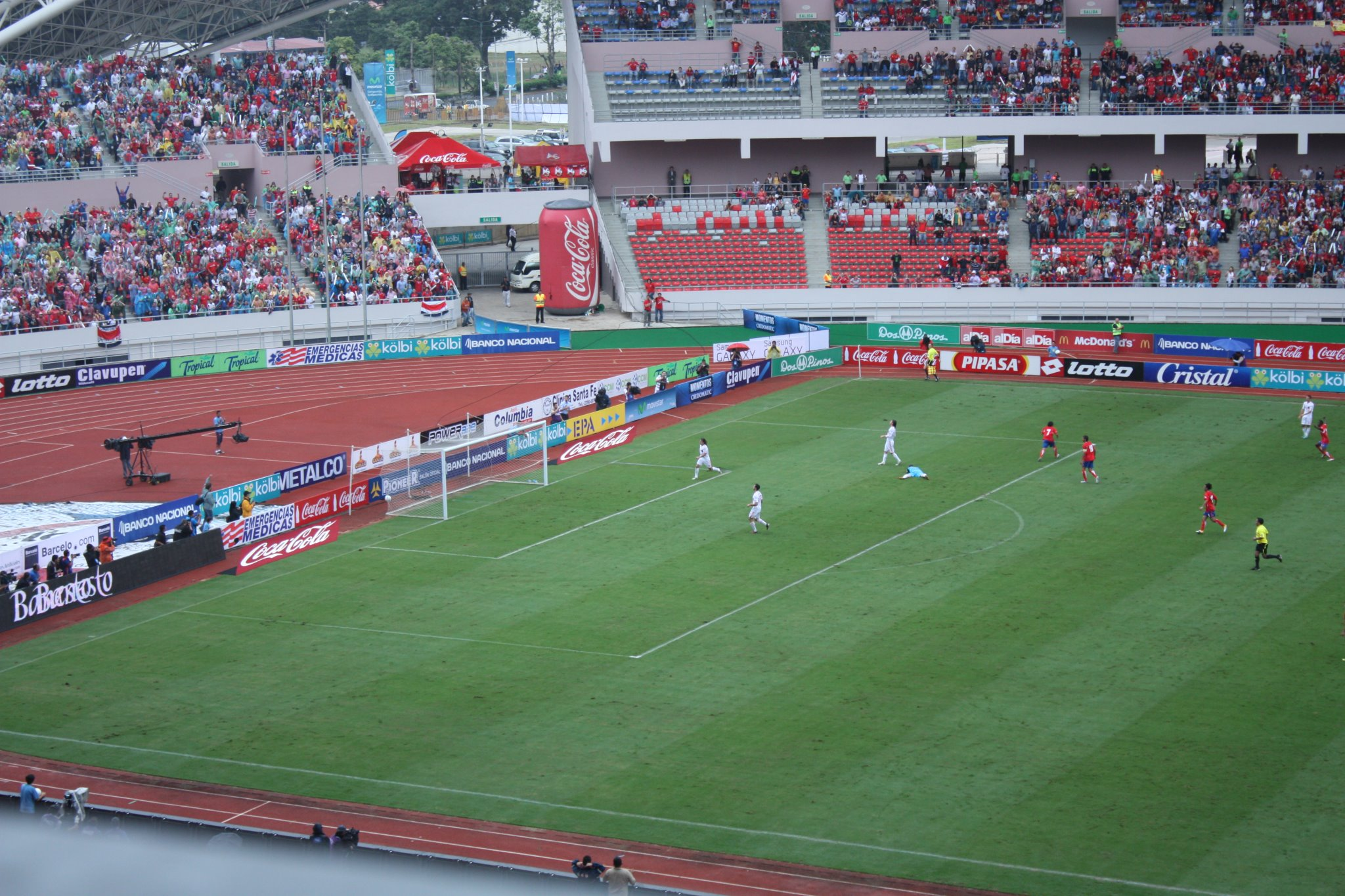
Ouverture du score par Randall Brenes contre l'Espagne en match amical (2–2).

Après cet échec, la fédération du Costa Rica intronise le Colombien Jorge Luis Pinto nouveau sélectionneur national, le 3 septembre 2011. Sous la houlette de Pinto, le Costa Rica récolte de bons résultats en matchs amicaux, dont un match nul contre les champions du monde espagnols (2–2) à San José et des victoires à l'extérieur contre le Venezuela et le pays de Galles. Il remporte la Coupe UNCAF des nations 2013 à domicile ce qui lui permet de participer à la Gold Cup 2013 en tant que champion d'Amérique centrale. Le Costa Rica commence le tournoi avec deux victoires sur Cuba (3–0) et le Belize (1–0) avant de céder face aux États-Unis (0–1). En quart de finale, les Ticos sont éliminés par leur grand rival régional, le Honduras, qui s'impose (0–1) sur un but d'Andy Najar.
Toujours sous la direction de Pinto et entrant directement au troisième tour des éliminatoires de la Coupe du monde 2014 dans le groupe B avec le Mexique, le Salvador et le Guyana, le Costa Rica valide son billet pour le tour final en récoltant dix points, résultat de trois victoires contre le Guyana (4–0 et 7–0) et le Salvador (1–0), et un match nul (2–2) à San José devant le Salvador. Au tour final, la Sele débute par un match nul (2–2) le 6 février 2013 à Panama après avoir été mené 0–2. Elle joue ensuite contre les États-Unis à Commerce City sous un temps exécrable et perd (0–1). À partir du mois de mars, l'équipe du Costa Rica réalise une série de six matchs sans défaite (victoires à San José sur la Jamaïque 2–0, le Honduras 1–0, le Panama 2–0 et les États-Unis 3–1 ; match nul à l'Azteca face au Mexique 0–0). Le dernier match de cette série se joue 10 septembre contre la Jamaïque, le Costa Rica obtient un match nul (1–1) qui, combiné avec le résultat du Honduras, lui offre son billet pour la Coupe du monde 2014 au Brésil à deux journées de la fin.
Le Costa Rica tombe dans le groupe D, « groupe de la mort » qui comprend également trois anciens champions du monde : l'Uruguay, l'Italie et l'Angleterre. Avant le début de la compétition, les journalistes considèrent que le Costa Rica n'a presque aucune chance de se qualifier pour les huitièmes de finale,. Les Costariciens commencent bien le tournoi puisque, après avoir été menés 1-0, ils battent l'Uruguay sur le score de 3-1 grâce à des buts de Joel Campbell, Óscar Duarte et Marco Ureña. Le Costa Rica surprend à nouveau lors du deuxième match contre l'Italie. Grâce à un but de Bryan Ruiz et un jeu de qualité, il gagne par un but à zéro et se qualifie pour les huitièmes de finale. Un match nul (0-0) face à l'Angleterre lui suffit pour s'assurer la première place du groupe. En huitième de finale, les Costariciens affrontent la Grèce, deuxième du groupe C. Ils ouvrent la marque par Bryan Ruiz mais, après l'expulsion d'Óscar Duarte, encaissent un but de Sokrátis Papastathópoulos à la fin des 90 minutes dans les arrêts de jeu. Le score reste de 1-1 pendant les prolongations, notamment grâce aux parades du gardien costaricien Keylor Navas. Les Ticos remportent le match sur le score de 5-3 aux tirs au but et atteignent un quart de finale de Coupe du monde pour la première fois de leur histoire. Ils y affrontent les Pays-Bas. Le Costa Rica est dominé mais parvient à repousser les attaques des Néerlandais, en grande partie grâce à Keylor Navas nommé homme du match pour la troisième fois consécutive, et le score reste vierge jusqu'aux tirs au but. Le gardien néerlandais Tim Krul, entré à la 121e minute, arrête deux tirs costariciens et permet à son équipe d'atteindre les demi-finales,.

#### L'entre-deux Coupes du monde (2014-2017)
Dans la foulée du Mondial brésilien réussi, les Ticos remportent la Copa Centroamericana 2014 sous l'impulsion de l'ancien international Paulo Wanchope, sélectionneur par intérim succédant à Jorge Luis Pinto, parti chez le voisin hondurien. Mais la position de Wanchope se voit fragilisée par une piètre performance du Costa Rica lors de la Gold Cup 2015 où l'équipe enchaîne quatre matchs sans victoire (3 nuls et une défaite en prolongations face au Mexique en quarts-de-finale). Il est remplacé par Oscar Ramírez - ex-international lui-aussi - dont le premier tournoi officiel, la Copa Centroamericana 2017, laisse beaucoup à désirer dans la mesure où la Sele arrache péniblement sa qualification pour la Gold Cup 2017 en terminant à la 4e place dudit tournoi. Cependant la Gold Cup 2017 est plutôt réussie car les Ticos se hissent en demi-finales, battus 2-0 par les Américains, vainqueurs in fine de l'épreuve.
Le Costa Rica se distingue surtout à l'occasion des éliminatoires de la Coupe du monde 2018 avec quelques résultats probants comme la double victoire sur les États-Unis (4-0 à domicile puis 0-2 à l'extérieur),. La Sele obtient sa qualification pour le Mondial, le 7 octobre 2017, après un match nul arraché à la dernière minute devant le Honduras par l'intermédiaire de Kendall Waston.

#### Coupe du monde en Russie (2018)
Le Costa Rica se retrouve dans le groupe E accompagné de la Serbie, du Brésil et de la Suisse. Dans un premier match serré, les Serbes s'imposent (1-0) avec une réalisation sur coup franc de Aleksandar Kolarov. Lors du deuxième match face au Brésil, les Costaricains tiennent le score nul et vierge jusqu'au temps additionnel au cours duquel Coutinho et Neymar inscrivent les deux buts brésiliens (0-2), qui éliminent le Costa Rica. Le dernier match se conclut sur un résultat nul (2-2) face à la sélection helvétique.

#### Gold Cup (2019)
Lors de la Gold Cup 2019, le Costa Rica termine 2e du groupe B au 1er tour avec 6 points (2 victoires et une défaite 1-2 contre Haïti) et affronte le Mexique, futur vainqueur de la compétition, en quarts de finale. Les Ticos accrochent El Tri à l'issue du temps réglementaire et des prolongations (1-1, Bryan Ruiz ayant égalisé en début de deuxième mi-temps sur penalty) mais sont éliminés à l'issue de la séance de tirs au but (4 t.a.b. à 5).

## Personnalités historiques de l'équipe du Costa Rica

### Joueurs emblématiques
| Rang | Sélections | Joueur          | Carrière  | Buts |
| ---- | ---------- | --------------- | --------- | ---- |
| 1    | 162        | Celso Borges    | 2008-     | 25   |
| 2    | 146        | Bryan Ruiz      | 2005-2022 | 29   |
| 3    | 136        | Walter Centeno  | 1995-2009 | 24   |
| 4    | 132        | Joel Campbell   | 2011-     | 27   |
| 5    | 127        | Luis Marín      | 1993-2009 | 5    |
| 6    | 113        | Rolando Fonseca | 1992-2011 | 46   |
| 7    | 112        | Keylor Navas    | 2008-     | 0    |
| 8    | 111        | Álvaro Saborío  | 2002-2019 | 36   |
| 9    | 109        | Mauricio Solís  | 1993-2006 | 6    |
| 10   | 102        | Michael Umaña   | 2004-2017 | 1    |

| Rang | Buts | Joueur          | Carrière  | Sélections | Ratio |
| ---- | ---- | --------------- | --------- | ---------- | ----- |
| 1    | 46   | Rolando Fonseca | 1992-2011 | 113        | 0,41  |
| 2    | 44   | Paulo Wanchope  | 1996-2008 | 72         | 0,61  |
| 3    | 36   | Álvaro Saborío  | 2002-2019 | 111        | 0,32  |
| 4    | 29   | Bryan Ruiz      | 2005-2022 | 146        | 0,20  |
| 5    | 27   | Juan Ulloa      | 1955-1970 | 27         | 1,00  |
| 6    | 27   | Rónald Gómez    | 1993-2008 | 93         | 0,29  |
| 7    | 27   | Joel Campbell   | 2011-     | 132        | 0,20  |
| 8    | 25   | Celso Borges    | 2008-     | 162        | 0,15  |
| 9    | 24   | Walter Centeno  | 1995-2009 | 136        | 0,18  |
| 10   | 23   | Jorge Monge     | 1955-1961 | 27         | 0,85  |

#### Les premiers joueurs
Premier buteur de l'histoire du championnat costaricien le 3 juillet 1921 avec La Libertad contre le Gimnástica Limonense, Rafael Madrigal dit Macho est le meilleur buteur du premier tournoi remporté par la Sele, les Jeux du centenaire de l'indépendance de l'Amérique centrale en 1921, inscrivant six buts en deux matchs. Prenant part aux sept premiers matchs internationaux de l'histoire de la sélection costaricienne entre 1921 et 1930, Madrigal en est alors le meilleur buteur avec quinze buts.
Actif de 1925 à 1947, l'attaquant Alejandro Morera Soto, surnommé El Mago del Balón en français : « Le Magicien du Ballon », est considéré comme le meilleur footballeur de l'histoire du Costa Rica. Il joue principalement au Liga Deportiva Alajuelense et remporte deux titres de champion en 1928 et 1939 où il est également meilleur buteur avec vingt-trois buts. Entretemps, il signe en Europe et évolue notamment au FC Barcelone, où la presse le qualifie de Fenómeno Costarriqueño en français : « Phénomène costaricien ». À court d'argent et contraint de rentrer au pays à la suite du déclenchement de la Guerre civile espagnole, il joue deux matchs au Havre Athletic Club afin de payer le voyage. Le 20 juillet 1960, le stade de son club de cœur est renommé en son honneur.
International à sept reprises pour treize buts entre 1941 et 1951, l'attaquant José Rafael Meza (de) dit Fello se révèle sous les couleurs du Club Sport Cartaginés en étant le meilleur buteur du championnat en 1938 et 1940 avant de conduire l'équipe nationale à une première victoire en Coupe CCCF en 1941, marquant huit buts en trois matchs. Le 18 mars 1948, lors du troisième sacre de la Sele dans la compétition, il signe un quintuplé permettant aux siens de l'emporter sur le Salvador (6–0).

#### Années 1950–1960
Meilleur buteur du championnat en 1953 avec le Deportivo Saprissa et retenu avec la Sele à vingt-sept reprises entre 1950 et 1959, l'attaquant Rodolfo Herrera inscrit quatorze buts dont trois au cours des éliminatoires de la Coupe du monde 1958,,.
Détenteur du record du nombre de sélections avec la Sele jusqu'au début des années 1990, Edgar Quesada (es) marque à trois reprises en cinquante-et-une rencontres de 1951 à 1963.
Auteur de six buts en sept matchs éliminatoires de la Coupe du monde 1962, et meilleur buteur du championnat avec Alajuelense en 1959 et 1960, Juan Ulloa est avec vingt-sept buts en autant de rencontres le meilleur buteur de la Sele au XXe siècle.
À l'instar d'Ulloa, le milieu de terrain Rubén Jiménez, surnommé La Rata, débute en équipe nationale en 1955 et accumule quarante-cinq capes jusqu'en 1963, marquant onze buts.
Jorge Hernán Monge (es) dit Cuty partage le titre de meilleur buteur du championnat en 1962 avec Rubén Jiménez, son coéquipier à Saprissa, et honore lui aussi sa première cape en 1955. Monge inscrit en vingt-sept matchs la bagatelle de vingt-trois buts, dont quatre en éliminatoires de la Coupe du monde 1958,.
L'attaquant Leonel Hernández (it) participe avec l'équipe des moins de 20 ans à la première édition du Championnat CONCACAF des moins de 20 ans. Il honore dans la foulée sa première sélection en équipe A et termine sa carrière internationale en 1972 après trente-cinq matchs et onze buts.
Errol Daniels (en), meilleur buteur du championnat à six reprises dont cinq fois consécutivement avec Alajuelense et longtemps meilleur buteur de l'histoire du championnat avec 197 buts avant que Victor Núñez ne le dépasse, compte dix-neuf matchs avec les Ticos pour huit réalisations.

#### Années 1970–1980
International à trente-six reprises entre 1971 et 1985, Asdrúbal Paniagua (en) dit Yuba est une figure du Deportivo Saprissa qui remporte six championnats nationaux consécutifs de 1972 à 1977.
Deux monuments du football costaricien des années 1980 connaissent un destin similaire en équipe nationale. Le buteur Evaristo Coronado (en) et l'ailier Enrique Díaz Harvey (en) comptent tous deux cinquante-deux sélections avec les Ticos jusqu'en 1992. Membres actifs de l'équipe qui parvient à se qualifier pour la Coupe du monde 1990, ils sont mis de côté par le nouveau sélectionneur Bora Milutinović, recruté par la fédération quatre-vingt-dix jours avant le début du mondial italien.

#### La génération du mondial 1990
Le défenseur central Marvin Obando, cinquante-et-une capes et un but entre 1980 et 1994, participe aux Jeux olympiques 1980 et 1984 avant de prendre part à la Coupe du monde 1990. En parallèle, Obando évolue vingt-et-une saisons en première division costaricienne de 1979 à 2000, jouant 685 matchs, un record.
Le défenseur Róger Flores est le capitaine des Ticos à la Coupe du monde 1990. Auteur du but égalisateur de la tête contre la Suède, il accumule quarante-neuf capes pour deux buts de 1983 à 1991.
International à quarante-neuf reprises pour neuf réalisations entre 1983 et 1993, le milieu offensif Juan Cayasso est le premier buteur costaricien en phase finale de Coupe du monde, inscrivant le but de la victoire sur l'Écosse.
Le charismatique défenseur Mauricio Montero, surnommé El Chunche, est international de 1985 à 1996, comptant cinquante-six capes pour trois buts. Il dispute notamment le mondial 1990.
Le milieu de terrain Óscar Ramírez dit El Machillo participe aux éliminatoires de la Coupe du monde 1986, 1990, 1994 et 1998 ainsi qu'à la phase finale du mondial 1990. Il porte le record de sélections avec la Sele à soixante-quinze unités. En club, il joue à Alajuelense avec qui il remporte quatre championnats et la Coupe des clubs champions de la CONCACAF 1986. En 1993, il signe chez le rival, le Deportivo Saprissa, avec qui il ajoute trois championnats et deux Coupes des champions à son impressionnant palmarès.
International entre 1989 et 1996, le défenseur de Saprissa Vladimir Quesada dit Muñequito gagne le championnat à cinq reprises et deux Coupes des champions. Il prend part à trois phases qualificatives de la Coupe du monde et à la phase finale du mondial 1990 où il n'entre pas en jeu.
Le gardien de but Luis Gabelo Conejo, vingt-quatre sélections entre 1988 et 1991, est le principal artisan de la qualification historique des Ticos pour le second tour du mondial 1990, réalisant des arrêts décisifs contre l'Écosse, le Brésil puis la Suède. Cependant, une blessure l'empêche de disputer le huitième de finale contre la Tchécoslovaquie et la Sele est éliminée.
L'attaquant Hernán Medford, surnommé El Pelícano et buteur à dix-huit reprises en quatre-vingt-neuf sélections de 1987 à 2002, est principalement connu pour deux buts marqués avec la Sele à onze ans d'intervalle. Le premier la qualifie pour les huitièmes de finale de la Coupe du monde 1990 où, lancé à la limite du hors-jeu dans le dos de la défense suédoise, il trompe Thomas Ravelli. Le second scelle la première victoire costaricienne en terre mexicaine, Medford poussant le cuir au fond des filets après une première frappe repoussée de Rolando Fonseca.

#### La génération des mondiaux 2002 et 2006
Ce dernier, surnommé El Principito, est le meilleur buteur de l'histoire de la sélection costaricienne avec quarante-sept buts marqués en cent-treize matchs entre 1992 et 2011. Fonseca prend part à deux matchs des Ticos à la Coupe du monde 2002, contre la Chine et le Brésil. Le 28 mars 2007 contre le Chili (1–1), Fonseca inscrit d'un retourné acrobatique le dernier but de sa carrière internationale et le millième de l'histoire de la Sele.
Débutant lui aussi en 1992 et gardien costaricien le plus capé de tous les temps avec soixante-seize sélections avant d'être dépassé par Keylor Navas, Erick Lonnis est le capitaine des Ticos au mondial 2002.
Le milieu défensif Mauricio Solís, cent-dix capes pour six buts entre 1993 et 2006, participe aux six matchs de la Sele aux Coupes du monde 2002 et 2006.
Le défenseur central Luis Marín est le deuxième Tico le plus sélectionné en comptabilisant cent-vingt-huit matchs internationaux et cinq buts de 1993 à 2009.
L'attaquant Rónald Gómez, vingt-quatre buts en quatre-vingt-onze matchs entre 1993 et 2008, est avec trois buts le meilleur buteur costaricien en phases finales de Coupe du monde, en compagnie de Paulo Wanchope.
Wanchope est le deuxième meilleur réalisateur sous le maillot de la Sele avec quarante-cinq buts, dont quatre face à Cuba en Gold Cup 1998, en soixante-treize capes de 1996 à 2008.
Le milieu offensif Walter Centeno est le Tico le plus sélectionné de l'histoire, honorant cent-trente-sept sélections entre 1995 et 2009. Il marque à vingt-quatre reprises avec la Sele, dont quatre lors de la Gold Cup 2003 qui font de lui le meilleur buteur de l'édition avec Landon Donovan. Centeno marque pour sa dernière sélection contre l'Uruguay en barrage intercontinental des qualifications pour la Coupe du monde 2010.
L'attaquant Jafet Soto et le défenseur Harold Wallace participent tous deux à la Coupe du monde des moins de 20 ans 1995 au Qatar. Soto compte soixante-trois sélections et dix buts jusqu'en 2005, tandis que Wallace honore cent-une capes pour un but jusqu'en 2009.
Le milieu de terrain Wilmer López joue les trois matchs du mondial asiatique et marque six buts en soixante-seize matchs internationaux de 1995 à 2003.
Auteur du deuxième but costaricien contre la Chine au mondial 2002, Mauricio Wright compte soixante-sept sélections et six buts entre 1995 et 2005.
Le milieu offensif Steven Bryce, soixante-douze capes pour neuf buts de 1998 à 2005, est l'auteur de deux passes décisives contre la Turquie et le Brésil au mondial 2002, la dernière est offerte à Rónald Gómez pour conclure un long mouvement collectif des Ticos.
Le défenseur Gilberto Martínez, soixante-et-une sélections de 2001 à 2011, dispute les trois matchs du mondial 2002. Retenu pour l'édition 2006 en Allemagne, il se blesse lors du match d'ouverture et manque le reste de la compétition.

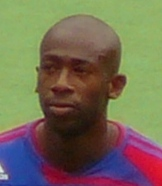
Paulo Wanchope.
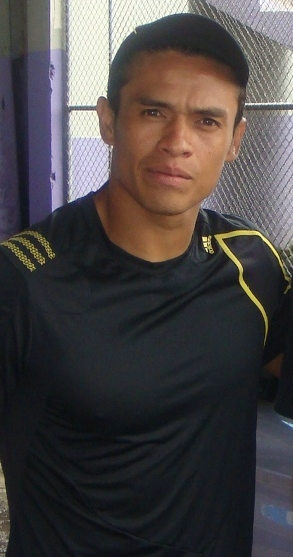
Walter Centeno.
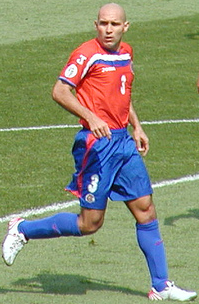
Luis Marín.

### Sélectionneurs
| Période    | Nom                                                         |
| ---------- | ----------------------------------------------------------- |
| 1921       | Eladio Rosabal Cordero (es)                                 |
| 1930       | Manolo Rodríguez                                            |
| 1935, 1938 | Ricardo Saprissa (en)                                       |
| 1941       | Alejandro Morera Soto                                       |
| 1943       | Jorge Lalo Rojas                                            |
| 1943       | Alejandro Morera Soto                                       |
| 1946       | Hernán Bolaños                                              |
| 1946       | Randolph Galloway Hernán Bolaños                            |
| 1948       | Hernán Bolaños                                              |
| 1950       | Santiago Bonilla                                            |
| 1951       | Ismael Melo Quesada                                         |
| 1951       | Ricardo Saprissa Luis Cartín Paniagua                       |
| 1953       | Otto Bumbel                                                 |
| 1955, 1957 | Alfredo Chato Piedra                                        |
| 1960       | Rubén Amorín                                                |
| 1960       | Hugo Tassara Olivares                                       |
| 1961       | Eduardo Toba (en)                                           |
| 1961, 1963 | Alfredo Chato Piedra                                        |
| 1965       | Eduardo Viso Abella Alfredo Chato Piedra Mario Cordero (en) |
| 1967–1968  | Rodolfo Ulloa Antillón                                      |
| 1968       | Américo Brunner                                             |
| 1969       | Rogelio Rojas                                               |
| 1969       | Marvin Rodríguez (en)                                       |
| 1970       | Eduardo Viso Abella                                         |
| 1971       | Marvin Rodríguez                                            |
| 1972       | Humberto Maschio                                            |
| 1975       | José Etchegoyen                                             |
| 1975       | Marvin Rodríguez                                            |
| 1976       | Juan José Gámez                                             |
| 1979-1980  | Antonio Moyano                                              |
| 1980       | Iván Mraz                                                   |
| 1983-1984  | Antonio Moyano                                              |
| 1985       | Odir Jacques (es)                                           |
| 1985       | Álvaro Grant Mac Donald                                     |
| 1987-1989  | Gustavo De Simone                                           |
| 1989       | Antonio Moyano Marvin Rodríguez                             |
| 1989-1990  | Marvin Rodríguez                                            |
| 1990       | Bora Milutinović                                            |
| 1991       | Rolando Villalobos                                          |
| 1992       | Héctor Núñez                                                |
| 1993       | Juan José Gámez                                             |
| 1993       | Álvaro Grant Mac Donald                                     |
| 1993-1994  | Juan Luis Hernadez Fuertes                                  |
| 1994       | Antonio Moyano                                              |
| 1994-1995  | Toribio Rojas                                               |
| 1995       | Juan Blanco                                                 |
| 1996       | Valdeir Badú Vieira                                         |
| 1997       | Horacio Cordero                                             |
| 1997       | Juan Luis Hernadez Fuertes                                  |
| 1998       | Rolando Villalobos                                          |
| 1998-1999  | Francisco Maturana                                          |
| 1999-2000  | Marvin Rodríguez                                            |
| 2000       | Gilson Nunes                                                |
| 2001-2002  | Alexandre Guimarães                                         |
| 2002       | Rodrigo Kenton                                              |
| 2003-2004  | Steve Sampson                                               |
| 2004-2005  | Jorge Luis Pinto                                            |
| 2005-2006  | Alexandre Guimarães                                         |
| 2006       | Carlos Watson                                               |
| 2007-2008  | Hernán Medford                                              |
| 2008-2009  | Rodrigo Kenton                                              |
| 2009       | Renê Simões                                                 |
| 2010       | Rónald González                                             |
| 2010-2011  | Ricardo La Volpe                                            |
| 2011-2014  | Jorge Luis Pinto                                            |
| 2014-2015  | Paulo Wanchope                                              |
| 2015-2018  | Oscar Ramírez                                               |
| 2018-2019  | Gustavo Matosas                                             |
| 2019-2021  | Rónald González                                             |
| 2021-2023  | Luis Fernando Suárez                                        |
| 2023-2024  | Gustavo Alfaro                                              |
| 2025-      | Miguel Herrera                                              |

## Identité

### Couleurs
| Mondial 1990 | Mondial 2002 |

### Surnoms
L'équipe du Costa Rica est surnommée la Sele, diminutif de la Selección en français : « la Sélection ». Les joueurs de l'équipe du Costa Rica sont quant à eux surnommés los Ticos, terme familier pour désigner des personnes natives du Costa Rica.

## Résultats de l'équipe du Costa Rica

### Parcours en Coupe du monde
| Année | Position      |      | Année              | Position |                        | Année | Position |
| 1930  | Non inscrite  | 1974 | Non qualifiée      | 2010     | Non qualifiée          |       |          |
| 1934  | Non inscrite  | 1978 | Non qualifiée      | 2014     | Quarts de finale       |       |          |
| 1938  | Non inscrite  | 1982 | Non qualifiée      | 2018     | 1er tour               |       |          |
| 1950  | Non inscrite  | 1986 | Non qualifiée      | 2022     | 1er tour               |       |          |
| 1954  | Non inscrite  | 1990 | Huitième de finale | 2026     | Éliminatoires en cours |       |          |
| 1958  | Non qualifiée | 1994 | Non qualifiée      | 2030     | À venir                |       |          |
| 1962  | Non qualifiée | 1998 | Non qualifiée      | 2034     | À venir                |       |          |
| 1966  | Non qualifiée | 2002 | 1er tour           |          |                        |       |          |
| 1970  | Non qualifiée | 2006 | 1er tour           |          |                        |       |          |

| Phase finale | Phase finale        | Phase finale | Phase finale | Phase finale | Phase finale | Phase finale | Phase finale | Phase finale |             | Phase qualificative | Phase qualificative | Phase qualificative | Phase qualificative | Phase qualificative | Phase qualificative | Phase qualificative |
| Édition      | Résultat            | Classement   | J            | G            | N            | P            | BP           | BC           | Class.      | J                   | G                   | N                   | P                   | BP                  | BC                  |                     |
| ------------ | ------------------- | ------------ | ------------ | ------------ | ------------ | ------------ | ------------ | ------------ | ----------- | ------------------- | ------------------- | ------------------- | ------------------- | ------------------- | ------------------- | ------------------- |
| 1930         | Non inscrit         | Non inscrit  | Non inscrit  | Non inscrit  | Non inscrit  | Non inscrit  | Non inscrit  | Non inscrit  | Non inscrit | Non inscrit         | Non inscrit         | Non inscrit         | Non inscrit         | Non inscrit         | Non inscrit         |                     |
| 1934         | Non inscrit         | Non inscrit  | Non inscrit  | Non inscrit  | Non inscrit  | Non inscrit  | Non inscrit  | Non inscrit  | Non inscrit | Non inscrit         | Non inscrit         | Non inscrit         | Non inscrit         | Non inscrit         | Non inscrit         |                     |
| 1938         | Non inscrit         | Non inscrit  | Non inscrit  | Non inscrit  | Non inscrit  | Non inscrit  | Non inscrit  | Non inscrit  | Non inscrit | Non inscrit         | Non inscrit         | Non inscrit         | Non inscrit         | Non inscrit         | Non inscrit         |                     |
| 1950         | Non inscrit         | Non inscrit  | Non inscrit  | Non inscrit  | Non inscrit  | Non inscrit  | Non inscrit  | Non inscrit  | Non inscrit | Non inscrit         | Non inscrit         | Non inscrit         | Non inscrit         | Non inscrit         | Non inscrit         |                     |
| 1954         | Non inscrit         | Non inscrit  | Non inscrit  | Non inscrit  | Non inscrit  | Non inscrit  | Non inscrit  | Non inscrit  | Non inscrit | Non inscrit         | Non inscrit         | Non inscrit         | Non inscrit         | Non inscrit         | Non inscrit         |                     |
| 1958         | Non qualifié        | Non qualifié | Non qualifié | Non qualifié | Non qualifié | Non qualifié | Non qualifié | Non qualifié | 2/2         | 6                   | 4                   | 1                   | 1                   | 16                  | 7                   |                     |
| 1962         | Non qualifié        | Non qualifié | Non qualifié | Non qualifié | Non qualifié | Non qualifié | Non qualifié | Non qualifié | 2/3         | 9                   | 5                   | 1                   | 3                   | 22                  | 14                  |                     |
| 1966         | Non qualifié        | Non qualifié | Non qualifié | Non qualifié | Non qualifié | Non qualifié | Non qualifié | Non qualifié | 2/3         | 8                   | 5                   | 2                   | 1                   | 17                  | 3                   |                     |
| 1970         | Non qualifié        | Non qualifié | Non qualifié | Non qualifié | Non qualifié | Non qualifié | Non qualifié | Non qualifié | 1er tour    | 4                   | 2                   | 1                   | 1                   | 7                   | 3                   |                     |
| 1974         | Non qualifié        | Non qualifié | Non qualifié | Non qualifié | Non qualifié | Non qualifié | Non qualifié | Non qualifié | 1er tour    | 2                   | 0                   | 1                   | 1                   | 4                   | 5                   |                     |
| 1978         | Non qualifié        | Non qualifié | Non qualifié | Non qualifié | Non qualifié | Non qualifié | Non qualifié | Non qualifié | 1er tour    | 6                   | 1                   | 4                   | 1                   | 8                   | 6                   |                     |
| 1982         | Non qualifié        | Non qualifié | Non qualifié | Non qualifié | Non qualifié | Non qualifié | Non qualifié | Non qualifié | 1er tour    | 8                   | 1                   | 4                   | 3                   | 6                   | 10                  |                     |
| 1986         | Non qualifié        | Non qualifié | Non qualifié | Non qualifié | Non qualifié | Non qualifié | Non qualifié | Non qualifié | 3/3         | 8                   | 2                   | 4                   | 2                   | 10                  | 9                   |                     |
| 1990         | Huitièmes de finale | 12e          | 4            | 2            | 0            | 2            | 4            | 6            | 1/5         | 10                  | 6                   | 2                   | 2                   | 13                  | 7                   |                     |
| 1994         | Non qualifié        | Non qualifié | Non qualifié | Non qualifié | Non qualifié | Non qualifié | Non qualifié | Non qualifié | 2e tour     | 8                   | 4                   | 0                   | 4                   | 16                  | 11                  |                     |
| 1998         | Non qualifié        | Non qualifié | Non qualifié | Non qualifié | Non qualifié | Non qualifié | Non qualifié | Non qualifié | 4/6         | 16                  | 7                   | 3                   | 6                   | 22                  | 17                  |                     |
| 2002         | 1er tour            | 19e          | 3            | 1            | 1            | 1            | 5            | 6            | 1/6         | 17                  | 11                  | 3                   | 3                   | 31                  | 15                  |                     |
| 2006         | 1er tour            | 31e          | 3            | 0            | 0            | 3            | 3            | 9            | 3/6         | 18                  | 8                   | 4                   | 6                   | 30                  | 25                  |                     |
| 2010         | Non qualifié        | Non qualifié | Non qualifié | Non qualifié | Non qualifié | Non qualifié | Non qualifié | Non qualifié | 4/6         | 20                  | 12                  | 3                   | 5                   | 41                  | 22                  |                     |
| 2014         | Quarts de finale    | 8e           | 5            | 2            | 3            | 0            | 5            | 2            | 2/6         | 16                  | 8                   | 4                   | 4                   | 27                  | 12                  |                     |
| 2018         | 1er tour            | 28e          | 3            | 0            | 1            | 2            | 2            | 5            | 2/6         | 16                  | 9                   | 5                   | 2                   | 25                  | 11                  |                     |
| 2022         | 1er tour            | 27e          | 3            | 1            | 0            | 2            | 3            | 11           | 4/8         | 15                  | 8                   | 4                   | 3                   | 14                  | 8                   |                     |
| 2026         | À venir             | À venir      | À venir      | À venir      | À venir      | À venir      | À venir      | À venir      | À venir     | À venir             | À venir             | À venir             | À venir             | À venir             | À venir             |                     |
| 2030         | À venir             | À venir      | À venir      | À venir      | À venir      | À venir      | À venir      | À venir      | À venir     | À venir             | À venir             | À venir             | À venir             | À venir             | À venir             |                     |
| Total        | 6/22                | 32e          | 21           | 6            | 5            | 10           | 22           | 39           |             | 187                 | 93                  | 46                  | 48                  | 309                 | 185                 |                     |

### Parcours en tournoi continental

#### Gold Cup
| Année | Position          |      | Année             | Position |                  | Année | Position |
| 1963  | Vainqueur         | 1991 | Demi-finale (4e)  | 2011     | Quarts de finale |       |          |
| 1965  | 3e                | 1993 | Demi-finale (3e)  | 2013     | Quarts de finale |       |          |
| 1967  | Forfait           | 1996 | Tour préliminaire | 2015     | Quarts de finale |       |          |
| 1969  | Vainqueur         | 1998 | 1er tour          | 2017     | Demi-finale (3e) |       |          |
| 1971  | 3e                | 2000 | Quarts de finale  | 2019     | Quarts de finale |       |          |
| 1973  | Tour préliminaire | 2002 | Finaliste         | 2021     | Quarts de finale |       |          |
| 1977  | Tour préliminaire | 2003 | Demi-finale (4e)  | 2023     | Quarts de finale |       |          |
| 1981  | Tour préliminaire | 2005 | Quarts de finale  | 2025     | Qualifié         |       |          |
| 1985  | 3e                | 2007 | Quarts de finale  |          |                  |       |          |
| 1989  | Vainqueur         | 2009 | Demi-finale (3e)  |          |                  |       |          |

#### Ligue des nations
| Édition   | Ligue | Phase de groupes  | Phase de groupes  | Phase de groupes  | Phase de groupes  | Phase de groupes  | Phase de groupes  | Phase de groupes  | Phase finale | Phase finale | Phase finale | Phase finale | Phase finale | Phase finale | Phase finale | Phase finale |
| Édition   | Ligue | Class.            | M                 | V                 | N                 | D                 | BM                | BE                | Pays hôte    | Résultat     | M            | V            | N            | D            | BM           | BE           |
| --------- | ----- | ----------------- | ----------------- | ----------------- | ----------------- | ----------------- | ----------------- | ----------------- | ------------ | ------------ | ------------ | ------------ | ------------ | ------------ | ------------ | ------------ |
| 2019-2020 | A     | 1/3               | 4                 | 1                 | 3                 | 0                 | 4                 | 3                 | 2020         | Quatrième    | 2            | 0            | 2            | 0            | 2            | 2            |
| 2022-2023 | A     | 2/3               | 4                 | 2                 | 0                 | 2                 | 4                 | 4                 | 2023         | Non qualifié | Non qualifié | Non qualifié | Non qualifié | Non qualifié | Non qualifié | Non qualifié |
| 2023-2024 | A     | Qualifié d'office | Qualifié d'office | Qualifié d'office | Qualifié d'office | Qualifié d'office | Qualifié d'office | Qualifié d'office | 2024         | Quarts       | 2            | 0            | 0            | 2            | 1            | 6            |
| 2024-2025 | A     | 1/6               | 4                 | 2                 | 2                 | 0                 | 7                 | 1                 | 2025         | Quarts       | 2            | 0            | 1            | 1            | 2            | 3            |
| 2026-2027 | A     |                   |                   |                   |                   |                   |                   |                   | 2027         | À venir      | À venir      | À venir      | À venir      | À venir      | À venir      | À venir      |
| Total     | Total | Total             | 12                | 5                 | 5                 | 2                 | 15                | 8                 | Total        | Total        | 6            | 0            | 3            | 3            | 5            | 11           |

#### Copa America
| Édition     | Résultat         | Class.     | M          | V          | N          | D          | BP         | BC         |
| ----------- | ---------------- | ---------- | ---------- | ---------- | ---------- | ---------- | ---------- | ---------- |
| 1916 à 1995 | Non invité       | Non invité | Non invité | Non invité | Non invité | Non invité | Non invité | Non invité |
| 1997        | 1er tour         | 10e        | 3          | 0          | 1          | 2          | 2          | 10         |
| 1999        | Non invité       | Non invité | Non invité | Non invité | Non invité | Non invité | Non invité | Non invité |
| 2001        | Quarts de finale | 5e         | 4          | 2          | 1          | 1          | 7          | 3          |
| 2004        | Quarts de finale | 8e         | 4          | 1          | 0          | 3          | 3          | 8          |
| 2007        | Non invité       | Non invité | Non invité | Non invité | Non invité | Non invité | Non invité | Non invité |
| 2011        | 1er tour         | 9e         | 3          | 1          | 0          | 2          | 2          | 4          |
| 2015        | Non invité       | Non invité | Non invité | Non invité | Non invité | Non invité | Non invité | Non invité |
| 2016        | 1er tour         | 10e        | 3          | 1          | 1          | 1          | 3          | 6          |
| 2019 à 2021 | Non invité       | Non invité | Non invité | Non invité | Non invité | Non invité | Non invité | Non invité |
| 2024        | 1er tour         | 10e        | 3          | 1          | 1          | 1          | 2          | 4          |
| Total       | Quarts de finale | 6/48       | 20         | 6          | 4          | 10         | 19         | 35         |

#### Championnat panaméricain
| Édition | Résultat    | Class.      | M           | V           | N           | D           | BP          | BC          |
| ------- | ----------- | ----------- | ----------- | ----------- | ----------- | ----------- | ----------- | ----------- |
| 1952    | Non inscrit | Non inscrit | Non inscrit | Non inscrit | Non inscrit | Non inscrit | Non inscrit | Non inscrit |
| 1956    | 3e          | 3e          | 5           | 2           | 1           | 2           | 11          | 15          |
| 1960    | 4e          | 4e          | 6           | 1           | 2           | 3           | 4           | 10          |

### Parcours en tournoi régional
| Édition | Résultat    | Class.      | M           | V           | N           | D           | BP          | BC          |
| ------- | ----------- | ----------- | ----------- | ----------- | ----------- | ----------- | ----------- | ----------- |
| 1941    | Vainqueur   | 1re         | 4           | 4           | 0           | 0           | 23          | 5           |
| 1943    | 3e          | 3e          | 6           | 3           | 0           | 3           | 20          | 15          |
| 1946    | Vainqueur   | 1re         | 5           | 4           | 0           | 1           | 24          | 6           |
| 1948    | Vainqueur   | 1re         | 8           | 5           | 1           | 2           | 25          | 11          |
| 1951    | 2e          | 2e          | 4           | 2           | 1           | 1           | 13          | 5           |
| 1953    | Vainqueur   | 1re         | 6           | 6           | 0           | 0           | 19          | 2           |
| 1955    | Vainqueur   | 1re         | 6           | 6           | 0           | 0           | 19          | 4           |
| 1957    | Non inscrit | Non inscrit | Non inscrit | Non inscrit | Non inscrit | Non inscrit | Non inscrit | Non inscrit |
| 1960    | Vainqueur   | 1re         | 4           | 2           | 2           | 0           | 10          | 3           |
| 1961    | Vainqueur   | 1re         | 4           | 4           | 0           | 0           | 17          | 4           |

| Édition | Résultat       | Class. | M | V | N | D | BP | BC |
| ------- | -------------- | ------ | - | - | - | - | -- | -- |
| 1991    | Vainqueur      | 1re    | 3 | 3 | 0 | 0 | 10 | 1  |
| 1993    | 2e             | 2e     | 3 | 2 | 0 | 1 | 3  | 2  |
| 1995    | Demi-finaliste | 4e     | 4 | 1 | 1 | 2 | 5  | 6  |
| 1997    | Vainqueur      | 1re    | 5 | 3 | 2 | 0 | 12 | 2  |
| 1999    | Vainqueur      | 1re    | 5 | 3 | 0 | 2 | 13 | 3  |
| 2001    | 2e             | 2e     | 5 | 2 | 2 | 1 | 8  | 5  |
| 2003    | Vainqueur      | 1re    | 5 | 4 | 1 | 0 | 5  | 1  |
| 2005    | Vainqueur      | 1re    | 4 | 3 | 1 | 0 | 8  | 2  |
| 2007    | Vainqueur      | 1re    | 4 | 2 | 1 | 1 | 6  | 3  |
| 2009    | Finaliste      | 2e     | 4 | 2 | 1 | 1 | 9  | 1  |
| 2011    | Finaliste      | 2e     | 4 | 1 | 2 | 1 | 5  | 4  |
| 2013    | Vainqueur      | 1re    | 5 | 4 | 1 | 0 | 6  | 1  |
| 2014    | Vainqueur      | 1re    | 4 | 3 | 1 | 0 | 7  | 3  |
| 2017    | 4e             | 4e     | 5 | 1 | 3 | 1 | 4  | 2  |

## Statistiques

### Nations rencontrées
| Adversaire                              | Total | Victoires | Matchs nuls | Défaites |
| --------------------------------------- | ----- | --------- | ----------- | -------- |
| Salvador                                | 69    | 41        | 16          | 12       |
| Honduras                                | 64    | 22        | 24          | 18       |
| Guatemala                               | 62    | 29        | 15          | 18       |
| Mexique                                 | 61    | 8         | 21          | 32       |
| Panama                                  | 52    | 26        | 13          | 13       |
| États-Unis                              | 43    | 18        | 6           | 19       |
| Jamaïque                                | 31    | 15        | 12          | 4        |
| Trinité-et-Tobago                       | 26    | 19        | 4           | 3        |
| Canada                                  | 24    | 9         | 9           | 6        |
| Curaçao (inclus Antilles néerlandaises) | 22    | 14        | 4           | 4        |

### Rivalités

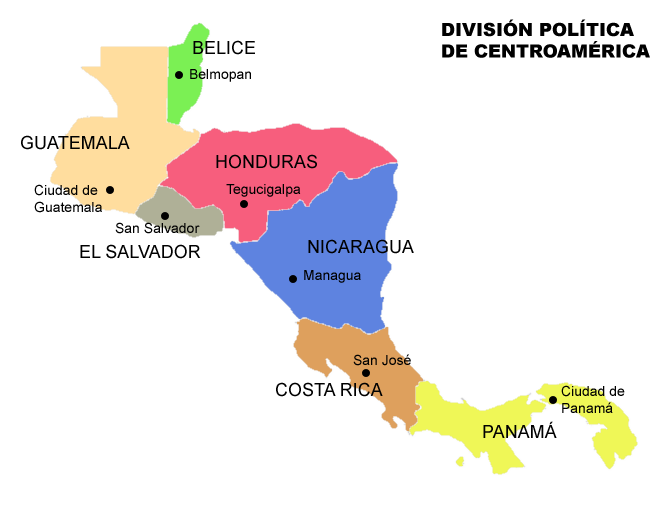
Carte de l'Amérique centrale.

Le Clásico centroamericano (es) est une rivalité sportive historique entre les sélections du Costa Rica et du Honduras. Cette rivalité est exacerbée par le fait qu'au niveau de l'Amérique centrale elles trustent les trophées de la Coupe centraméricaine, elles rivalisent au plus grand nombre de participations à la Coupe du monde et elles sont les seules à avoir gagné au stade Azteca en éliminatoires de la Coupe du monde.
Le Costa Rica maintient une rivalité d'un degré inférieur avec les sélections du Salvador et du Mexique. Longtemps dans l'ombre de la Tri, la Sele la bat pour la première fois en éliminatoires de la Coupe du monde 1962 par la plus petite des marges grâce à un but de Carlos Vivó Gobán. Quarante ans plus tard, elle inflige aux Mexicains leur premier revers à domicile en éliminatoires de la Coupe du monde.

### Records
En termes de résultats records, la plus large victoire du Costa Rica est contre Porto Rico sur le score de 12–0 le 10 décembre 1946 lors de la cinquième édition des Jeux d'Amérique centrale et des Caraïbes à Barranquilla en Colombie. Sa plus large défaite est enregistrée lors de la Coupe de Mexico sur le score de 0–7 face au Mexique le 17 août 1975 à Mexico. Record égalé lors de la Coupe du monde 2022 au Qatar avec une défaite 7-0 contre l'Espagne le 17 novembre 2022.
Le plus jeune joueur sélectionné en équipe du Costa Rica est le milieu de terrain Jafet Soto, qui foule la pelouse face à la Norvège le 19 janvier 1994 à l'âge de 17 ans et 9 mois. Le joueur le plus âgé est Keylor Navas qui garde les buts costariciens le 27 mars 2024 face à l'Argentine à l'âge de 37 ans et 103 jours.

### Classements FIFA
| Année                  | 1993 | 1994 | 1995 | 1996 | 1997 | 1998 | 1999 | 2000 | 2001 | 2002 | 2003 | 2004 | 2005 | 2006 | 2007 | 2008 | 2009 | 2010 | 2011 | 2012 | 2013 | 2014 | 2015 | 2016 | 2017 | 2018 | 2019 | 2020 | 2021 | 2022 |
| ---------------------- | ---- | ---- | ---- | ---- | ---- | ---- | ---- | ---- | ---- | ---- | ---- | ---- | ---- | ---- | ---- | ---- | ---- | ---- | ---- | ---- | ---- | ---- | ---- | ---- | ---- | ---- | ---- | ---- | ---- | ---- |
| Classement mondial     | 42   | 65   | 76   | 72   | 51   | 67   | 64   | 60   | 30   | 21   | 17   | 27   | 21   | 68   | 70   | 53   | 44   | 69   | 65   | 66   | 31   | 16   | 37   | 17   | 26   | 38   | 46   | 51   | 49   | 32   |
| Classement continental | 4    | 5    | 7    | 9    | 4    | 5    | 5    | 7    | 4    | 3    | 3    | 3    | 3    | 6    | 7    | 4    | 4    | 7    | 6    | 8    | 3    | 1    | 3    | 1    | 3    | 3    | 3    | 4    | 4    | 3    |

| Légende du classement mondial : Légende du classement CONCACAF : | - de 1 à 29 - de 1 à 3 | - de 30 à 69 - de 4 à 7 | - de 70 à 209 - de 8 à 41 |